# Parathesis sinuata
Parathesis sinuata är en viveväxtart som först beskrevs av Cyrus Longworth Lundell, och fick sitt nu gällande namn av J.M. Ricketson och J.J. Pipoly. Parathesis sinuata ingår i släktet Parathesis och familjen viveväxter. Inga underarter finns listade i Catalogue of Life.